# سورين بارتول
سورين بارتول (بالألمانية: Sören Bartol)‏ هو سياسي ألماني، ولد في 4 سبتمبر 1974 في هامبورغ في ألمانيا. حزبياً، نشط في الحزب الديمقراطي الاجتماعي الألماني (1990 – ). في الانتخابات الفيدرالية الألمانية 2017، انتخب عضو في البوندستاغ الألماني عن دائرة Marburg (electoral district) ‏ وقد انضم خلال فترته النيابية (24 أكتوبر 2017 – )  للكتلة البرلمانية المجموعة البرلمانية للحزب الديمقراطي الاجتماعي ‏ وانتخب عضو في البوندستاغ الألماني خلال فترته النيابية ‏ (17 أكتوبر 2002 – 18 أكتوبر 2005).

## وصلات خارجية
- الموقع الرسمي